# ÖBB 4023/4024/4124
Die Triebwagen der Reihen 4023, 4024 und 4124 der Österreichischen Bundesbahnen (ÖBB) sind elektrische Nahverkehrs-Triebzüge, die im S-Bahn- sowie Regionalverkehr eingesetzt werden. Der Einsatz der Reihen 4023 und 4024 im Planverkehr begann 2005, jener der Reihe 4124 im Folgejahr.

## Geschichte
Nach einer gewonnenen Ausschreibung bestellten die ÖBB bei Bombardier Transportation Systems Triebzüge des Typs Talent 1, die vorher nur mit Dieselantrieben geliefert wurden, in einer elektrischen Ausführung. Für den elektrischen Teil sowie die Leittechnik holte man sich ELIN als Konsortialpartner. Gefertigt wurden die Einheiten im von Bombardier übernommenen ehemaligen Stammwerk der Waggonfabrik Talbot in Aachen, wo auch die Dieselversionen gebaut wurden. Dieses Werk wurde am 1. Juli 2013 wieder von Bombardier abgestoßen.

## Nummerierungssystem
UIC-Kennzeichnung der Triebfahrzeuge
Die österreichischen TALENT-Triebwagen tragen das Gattungszeichen BDET, sie erhielten anfangs Betriebsnummern 93 81 4023 xxx-x, 93 81 4024 xxx-x bzw. 93 81 4124 xxx-x, wobei xxx für die Ordnungsnummer und x die Selbstkontrollziffer stehen. Damit sind folgende Informationen codiert: elektrische Schnellbahntriebwagen für den innerstädtischen und Umlandverkehr mit Plätzen der zweiten Klasse sowie Gepäck- bzw. Mehrzweckabteil, registriert in Österreich. Die Einheiten zählten zu den ersten Triebfahrzeugen in Österreich, an denen die vollständigen, zwölfstelligen UIC-Nummern angeschrieben wurden. Mit der Umlackierung in das Cityjet-Design wurden die Betriebsnummern an die aktuellen UIC-Normen (nun ist die zweite Stelle das Austauschverfahrens für Triebfahrzeuge codiert und nicht mehr frei wählbar) angepasst und das Austauschverfahren in 94 (Triebzug mit weniger als 190 km/h Höchstgeschwindigkeit) geändert.

## Übersicht

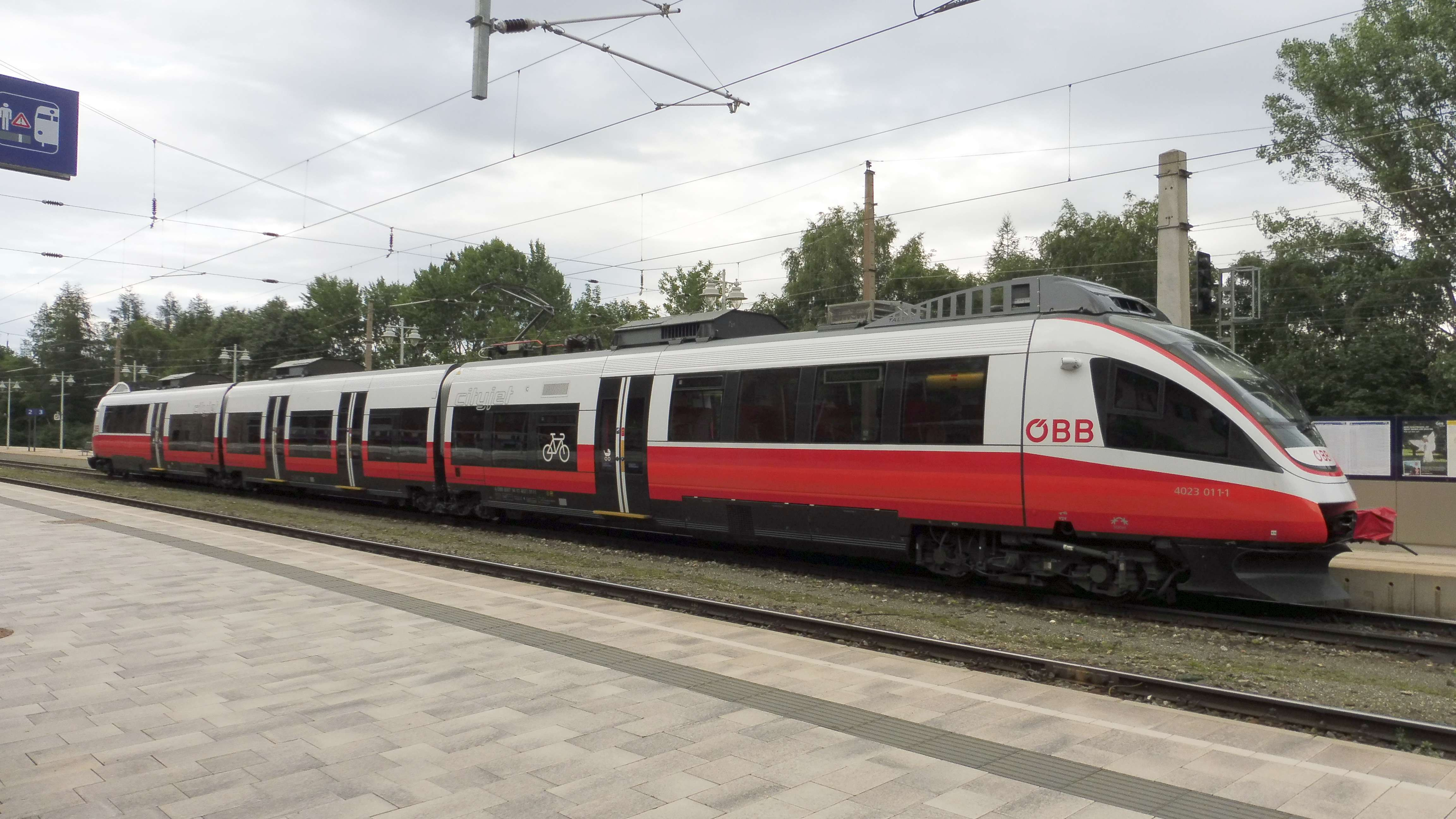
Triebzug 4023 011 im Cityjet-Design im Bahnhof Semmering

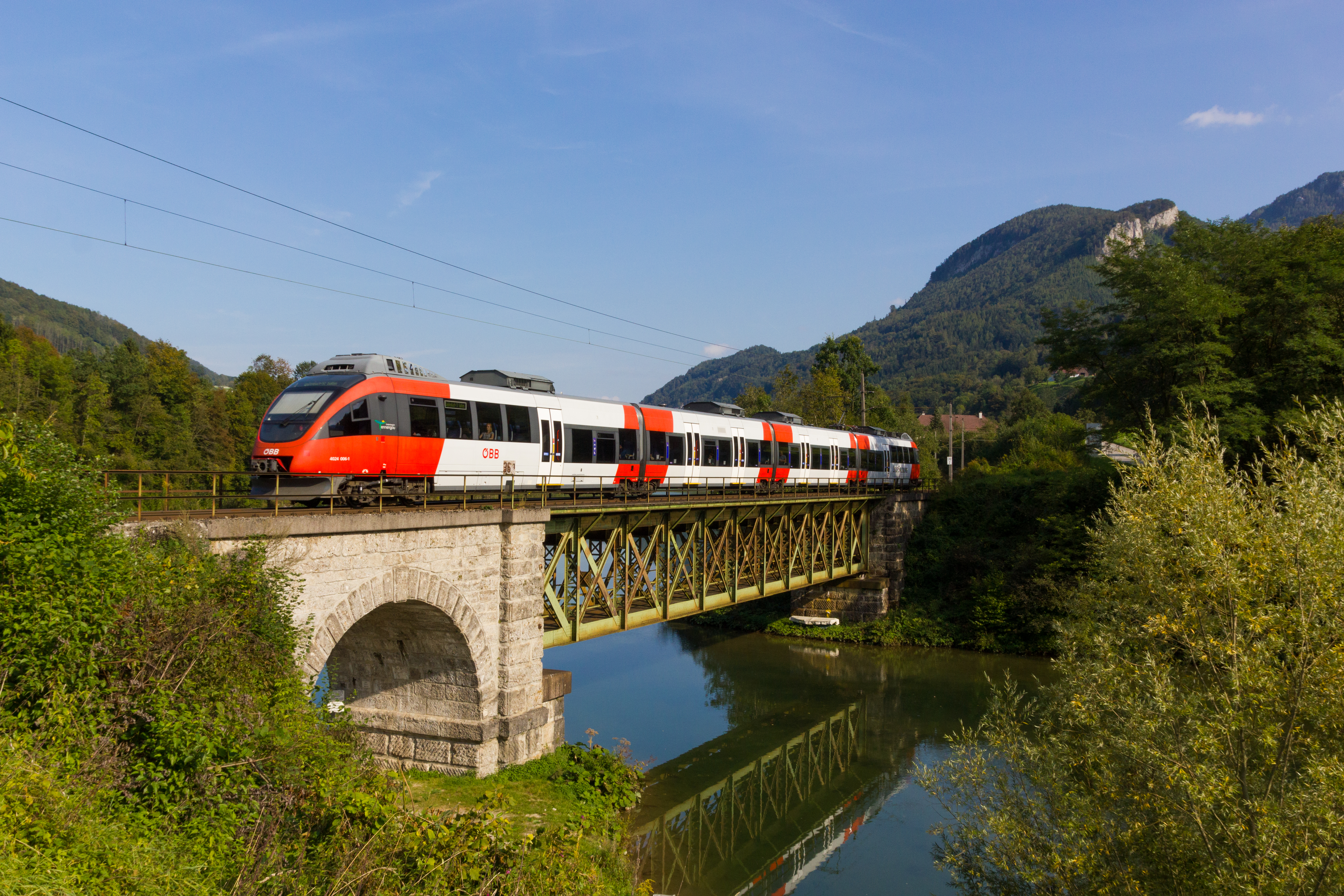
4024 006 auf einer Brücke über dem Trattenbach

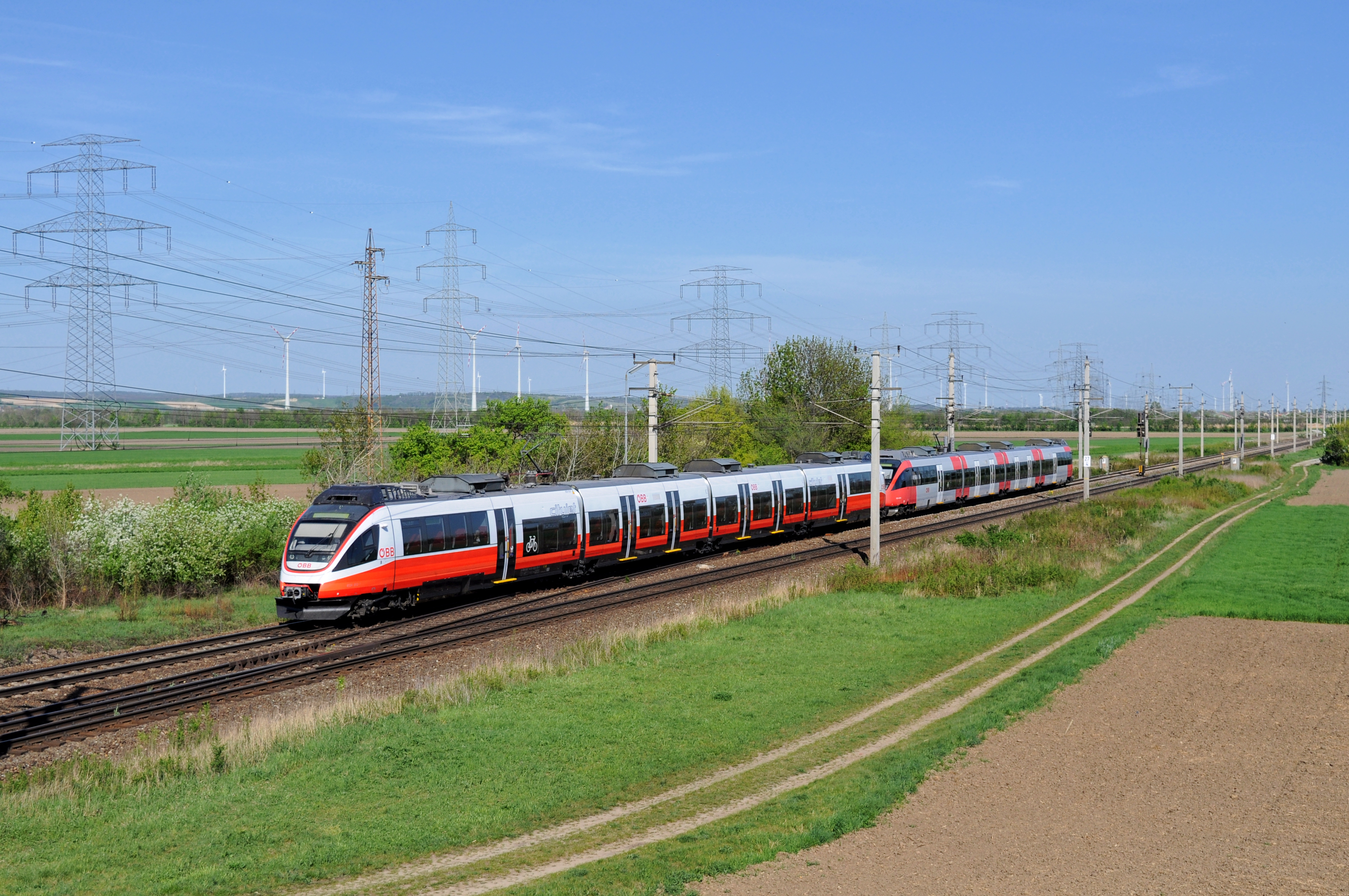
4124 012 im Cityjet-Design mit einem weiteren 4124 im alten Design bei Götzendorf

### Reihe 4023
Als Reihe 4023 bezeichnen die ÖBB die dreiteilige Version der TALENT-Triebwagen. Diese kürzere Variante wird auf der S-Bahn Salzburg zwischen Freilassing und Golling-Abtenau eingesetzt. An Werktagen verkehren die Züge auch in Doppeltraktion. Sie werden außerdem als R-, SB- und REX-Züge nach Tirol und Oberösterreich eingesetzt.
Auch bei der S-Bahn Kärnten waren Einheiten dieser Reihe im regulären Betrieb. Mit Fahrplanwechsel 2021 wurden alle Fahrzeuge im Bundesland Salzburg stationiert. Durch die geringere Sitzplatzanzahl der Fahrzeuge kommt es bei der S-Bahn Salzburg regelmäßig zu Kapazitätsengpässen.
Der 4023 011 war jahrelang in Graz stationiert und kam von dort aus vorrangig auf der Semmeringbahn zum Einsatz. Auch er wurde gemeinsam mit den Kärntner Fahrzeugen 2021 nach Salzburg gebracht.

### Reihe 4024
Die klassischen Vierteiler tragen die Stammnummer 4024. Sie bilden mit 140 gebauten Einheiten das Rückgrat der TALENT-Triebwagenflotte. Sie sind in allen Gebieten mit größerem Nahverkehrsaufkommen (alle S-Bahn-Systeme und manche Regionalverbindungen) im Einsatz.

### Reihe 4124
Die Einheiten der Reihe 4124, ex 4824 sind elektrische Zweisystemtriebzüge für den Verkehr in 15-kV- sowie 25-kV-Netzen. Von dieser Variante wurden 37 Stück beschafft. Die 25-kV-Einrichtung wird beim Einsatz von Wien in Richtung Ungarn über die Strecken der Raab-Oedenburg-Ebenfurter Eisenbahn sowie anderer Bahngesellschaften genutzt. Weitere zehn Einheiten beschafften die ungarischen Staatsbahnen MÁV. Sie erhielten anfangs die Reihenbezeichnung 5342 und nach einer weiteren Änderung des Nummernplanes 425. Diese Fahrzeuge sind, obwohl teilweise direkt aus der Beschaffung der 4124 an die ÖBB stammend, nicht mit diesen kuppelbar und sind anstelle der Mirel-Fahrzeuggeräte mit Einrichtungen der ungarischen Zugbeeinflussung EVM 120 ausgerüstet.

### Innenraum und Farbgebung
Der Fahrgastraum ist großteils mit Vierersitzgruppen ausgestattet. Auch ein Abteil für Fahrräder, Kinderwagen und Rollstühle ist vorhanden.
Seit Ende 2017 ist die Umlackierung in das Cityjet-Design sowie die Aufwertung des Innenraums im Gang, diese sollte bereits 2022 abgeschlossen sein, wurden aber erst Ende 2024 abgeschlossen. Steckdosen sind trotz Umbauarbeiten keine vorhanden.
Neben dem Cityjet-Design gibt es auch bundeslandspezifische Lackierungen sowie Triebwagen mit Ganzreklame (z. B. Kombitickets).

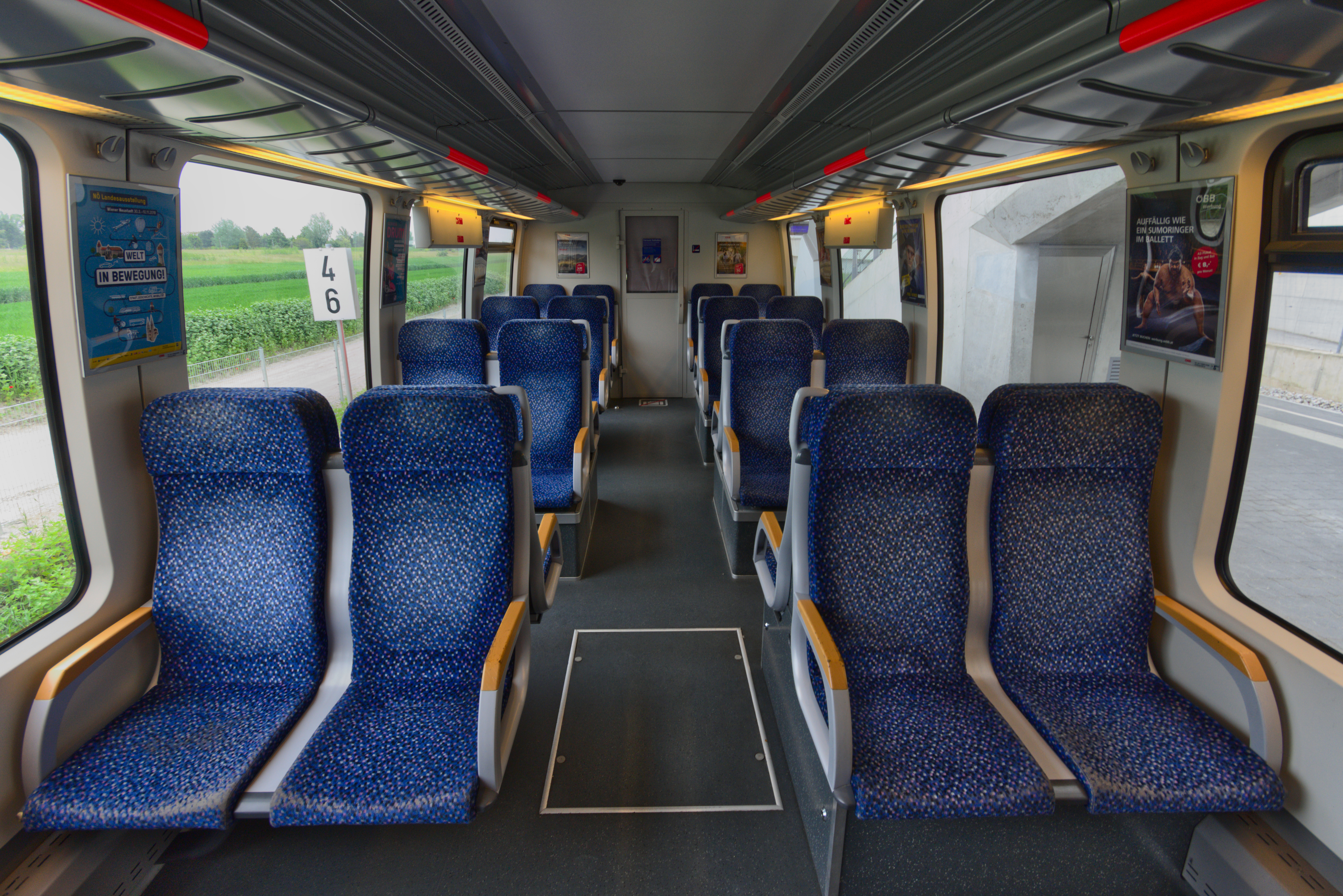
Fahrgastraum mit ursprünglichen Sitzbezügen
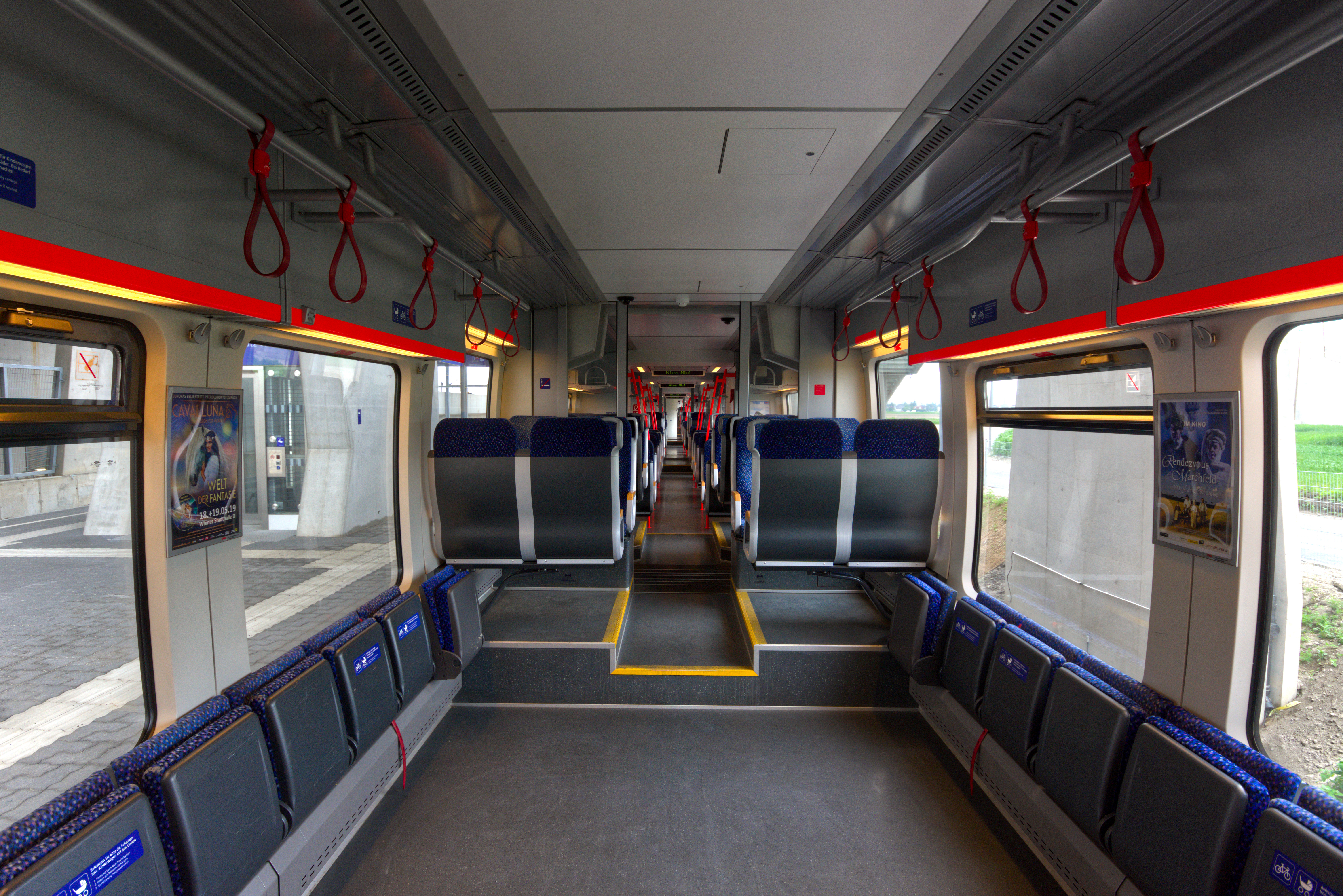
Mehrzweckabteil für Fahrräder, Kinderwagen und Rollstuhlfahrer
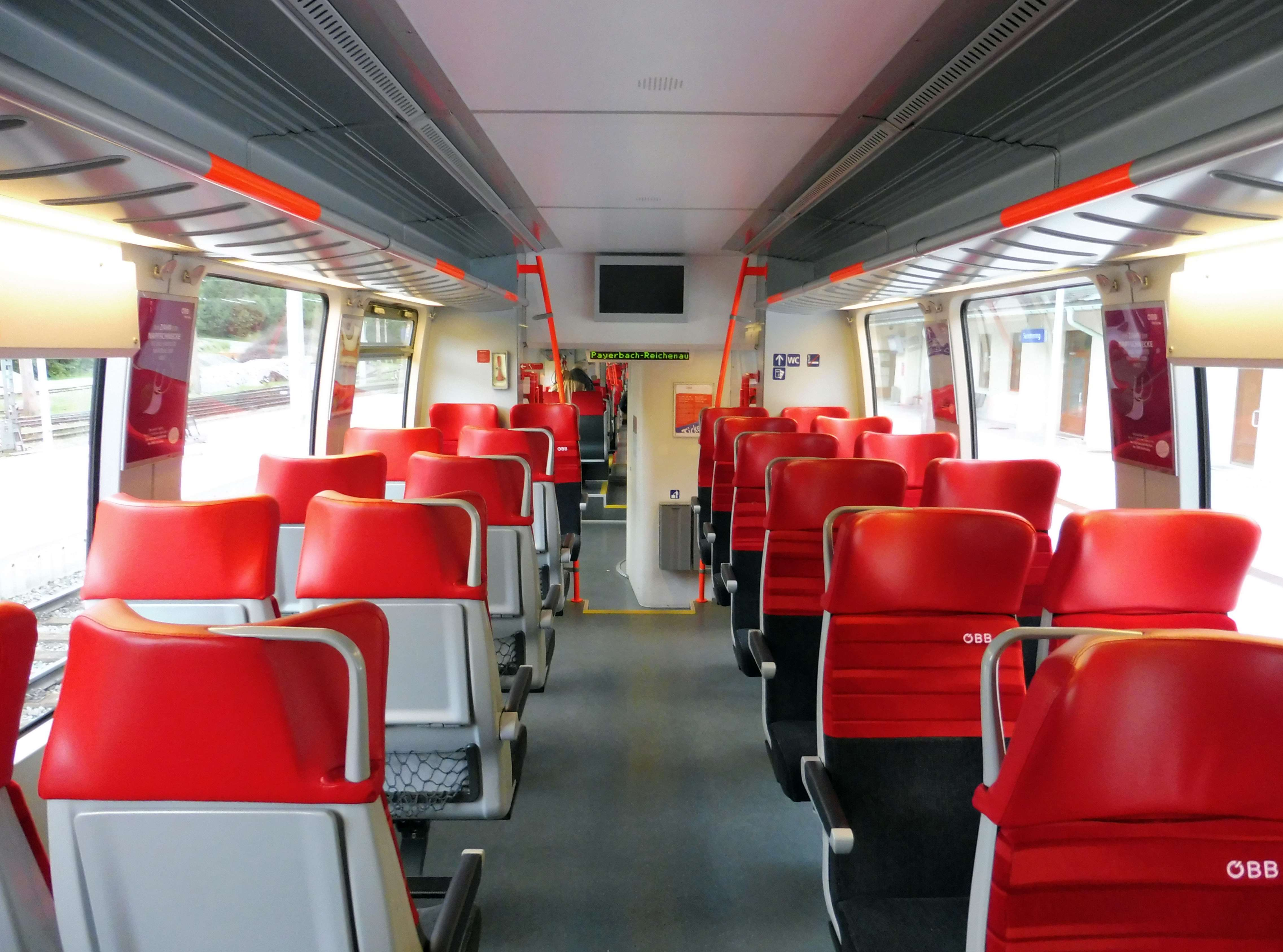
Komfortzone im Cityjet-Nahverkehrs-Corporate-Design
Sitzbank im Cityjet-Design
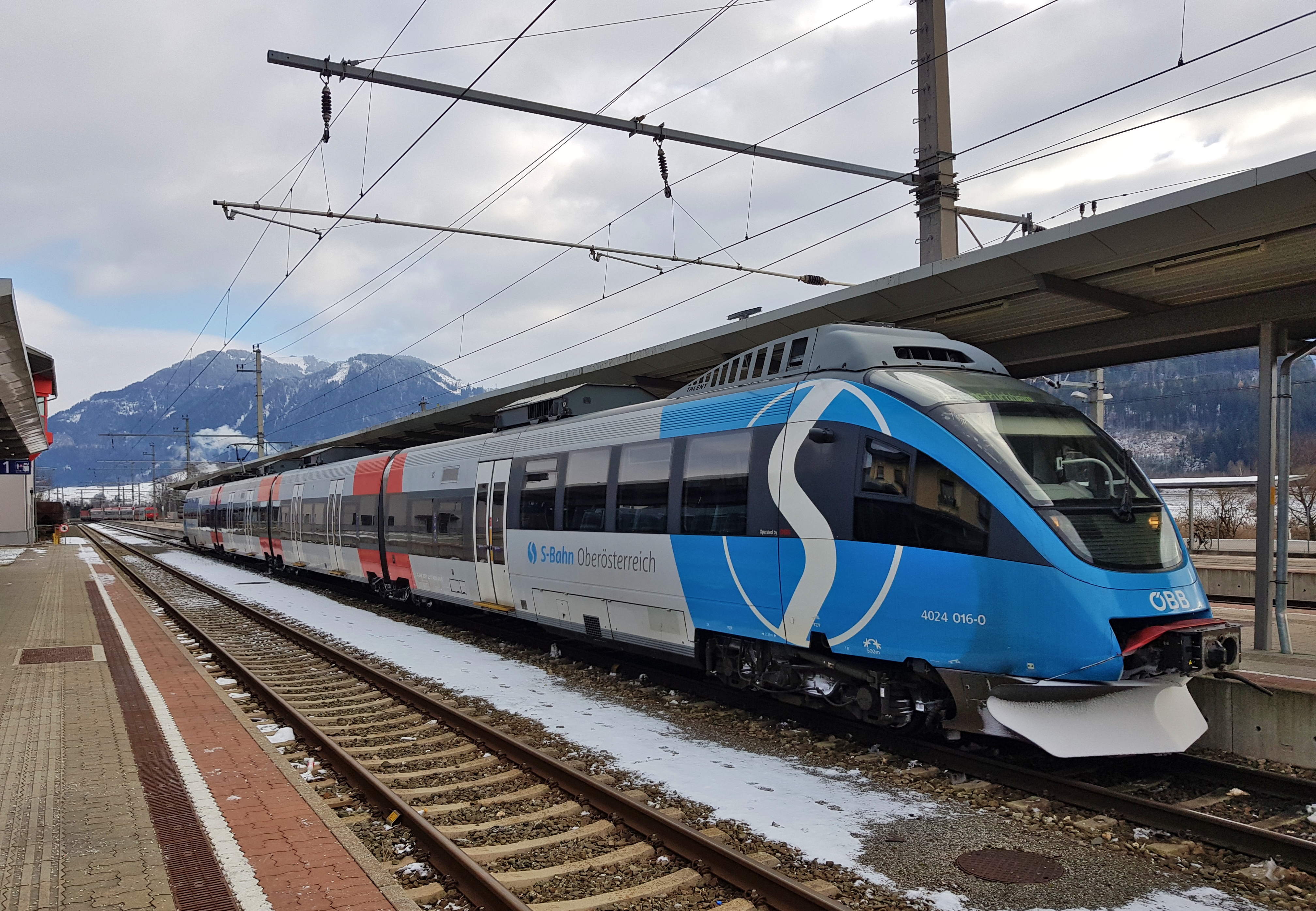
4024 016 im Design der S-Bahn Oberösterreich
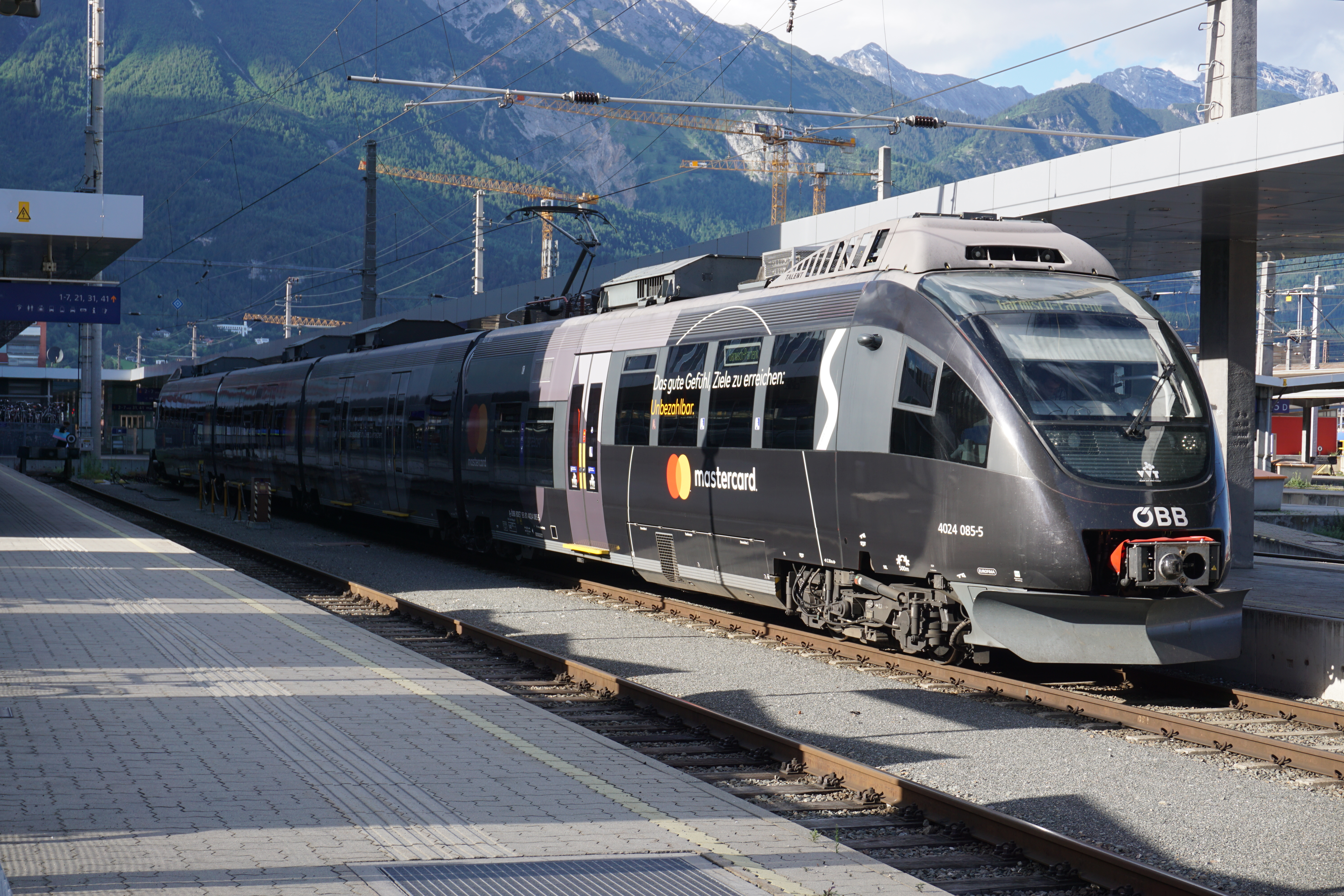
4024 085 mit Ganzreklame

## Technik

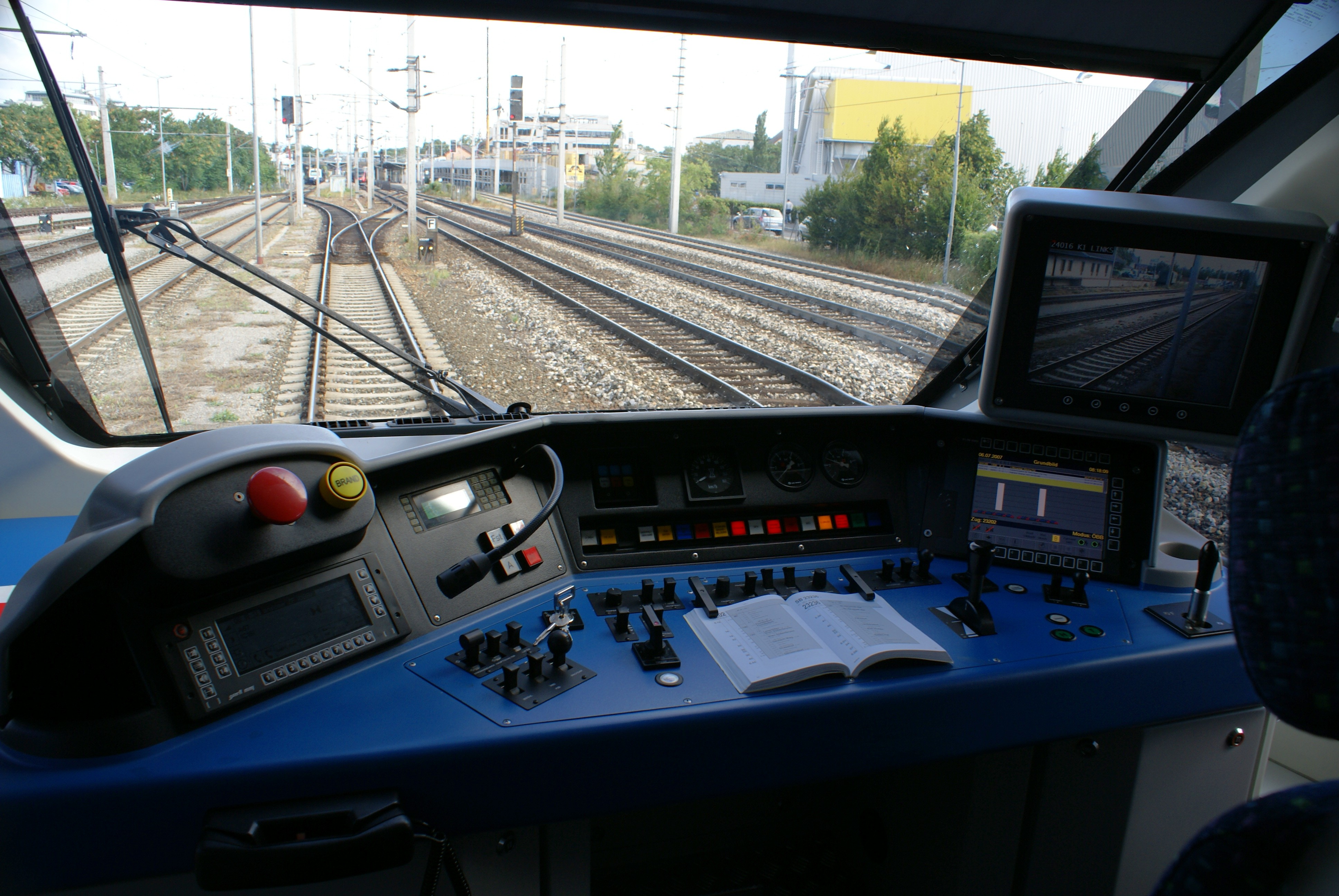
Führerstand eines 4024

Der mechanische Teil entspricht der von Talbot und Bombardier zuvor gefertigten Dieselversion. Zur Unterscheidung der einzelnen Glieder des Triebwagens werden diese intern in „Triebwagen“ 4023/4024/4124 (Endwagen mit Stromabnehmer), „Zwischenwagen“ 7023/7024/7124/7224/7324 und „Steuerwagen“ 6023/6024/6124 (Endwagen ohne Stromabnehmer) eingeteilt. Diese Nummern sind innen in den jeweiligen Einstiegsbereichen und außen am Wagenübergang angeschrieben. Die Führerstände, die sich deutlich von der Dieselversion unterscheiden, sind eine eigene Entwicklung für die ÖBB und wurden fertig montiert in die an den Fahrzeugkasten geklebten Kopfstücke aus GFK eingebaut.
Die Bremsanlage stammt von der Firma Sab-Wabco und ist eine rechnergestützte direkt gesteuerte elektropneumatische Bremse mit pneumatischer Rückfallebene. In der Regel erfolgt die Bremssteuerung über den Fahr-Brems-Hebel und die Fahrzeugleittechnik, diese greift vorrangig auf die elektrodynamische Rückspeisebremse der Triebdrehgestelle zurück. Ist dies nicht möglich oder kommt es zu einem Ausfall der Leittechnik, kann über ein zeitgesteuertes Führerbremsventil die mehrlösige indirekte Bremse bedient werden. Die Drucklufterzeugung erfolgt von zwei ölfreien Kolbenkompressoren. Zur Speicherung der Druckluft sind insgesamt sieben Luftbehälter über den gesamten Zug verteilt. Besonderheit bei diesen Garnituren ist, dass die Bremssteuerung für jedes Drehgestell selektiv durch ein eigenes Steuergerät (EPAC) erfolgt, welches das Zusammenwirken aller Bremsen auf dieses Drehgestell regelt.
Die gesamte Leittechnik sowie die elektrische Ausrüstung wurde von der österreichischen ELIN-EBG Traction zugeliefert. Die Leittechnik, bestehend aus den Fahrzeugleitgeräten (FLG) und Antriebsleitgeräten (ALG) sowie den Führerstandsdisplays, wurde aus der Reihe 1014 weiterentwickelt. Die einzelnen Rechner kommunizieren ausschließlich über Bussysteme. Zusätzlich zum Fahrzeugbus (MVB) gibt es noch getrennte Systeme für Bremsen (SW-Bus), Klimasteuerung (CAN-Bus), und Fahrgastinformation (IBIS-Zugbus). Die Vielfachsteuerung erfolgt über Zugbus nach ÖBB-Fernsteuerkonzept und ermöglicht die Steuerung von bis zu drei Triebwagen von einem Führerstand aus. Im Fahrbetrieb stehen dem Triebfahrzeugführer drei Fahrmodi zur Verfügung: Eco-Drive, Wrap-Drive und Power-Drive. Je nachdem, welchen man wählt, steht eine größere Leistung, im Power-Drive aber dafür auch nur eine reduzierte E-Bremskraft zur Verfügung. Grundsätzlich wird mit ECO-Drive gefahren, der Triebfahrzeugführer kann aber über das Display im Stillstand den Modus wechseln.
Die elektrische Ausrüstung für Antriebssteuerung und Bordnetzversorgung befindet sich in den Endwägen. Am Dach des „Triebwagen“ befindet sich das HV-Modul mit dem Stromabnehmer Bauart VI-U (wie Bauart VI nur mit Luftbalgantrieb), der Vakuum-Hauptschalter, Primärspannungs- und Stromwandler und die Überspannungsableiter. An der Unterseite des Moduls befindet sich der Hilfskompressor mit zugehörigem Luftbehälter sowie der Erdungsschalter. Unterhalb des Hochflurbereiches am „Steuerwagen“ befindet sich das BNV-Pack mit den Hilfsbetriebeumrichtern, dem Batterieladegerät und den Kompressoren mit Lufttrocknungsanlage. Das Power-Pack befindet sich unterflur am „Triebwagen“, es besteht aus dem Transformator, den Stromrichtern in IGBT-Technologie und der dafür notwendigen Kühlanlage. Bei der Zweisystemversion befinden sich in Sitzkisten am 4124 die Systemwähler, die Umschaltung der Trafowicklungen für 15 kV und 25 kV erfolgt sekundärseitig. Die Stromrichter besitzen einen AZS (Aktiver Zwischenkreis-Schutz), der über einen „Bremswiderstand“ Spannungsspitzen, die beim elektrischen Bremsen entstehen, abdämpft, so die negative Netzauswirkung der Nutzbremse reduzieren und die Lebenszeit der Leistungselektronik verlängern soll.
Am Dach der Fahrzeuge befinden sich die Klimageräte für den Fahrgastraum und Führerstand, der AZS-Widerstand (nur „Triebwagen“) und die Fahrmotorlüfter. Jeder der vier Drehstromfahrmotoren wird von einem eigenen Lüfter gekühlt und treibt über einen Integrierten Gesamtantrieb (IGA) die jeweilige Treibachse an.